# Kh-58
Il Kh-58 (nome in codice NATO: AS-11 Kilter) è un missile antiradar di fabbricazione sovietica. Chiamato anche Izdeliye 112 o D7, è entrato in servizio nel 1978.

## Sviluppo
Lo sviluppo di un successore al Kh-28 (nome in codice NATO: AS-9 Kyle) iniziò nei primi anni settanta. La prima versione del nuovo missile, Kh-58U, entrò in servizio nel 1978 nell'allora aviazione sovietica. Nel 1992 vennero realizzate due versioni modificate, una delle quali per l'impiego imbarcato.
Lo sviluppo e la produzione sono curati dalla Raduga MBD di Mosca.

## Tecnica
Il Kh-58 è un missile antiradar a medio raggio per impiego aeronautico. Progettato per distruggere i radar nemici, è dotato di un sistema di puntamento di tipo inerziale con radar. All'interno del missile c'è un sistema di guida autonomo che ha il compito di stabilizzarne il volo dopo il lancio.
Le informazioni sul bersaglio devono essere inserite prima del lancio, e probabilmente non sono modificabili in volo. Il CEP è di 20 metri, e la possibilità di colpire il bersagli al primo colpo è dell'80%.
In tutto, ne sono state sviluppate tre versioni. I dati tecnici in tabella si riferiscono alla prima versione, entrata in servizio nel 1978.
Nel 1992 vennero immesse in servizio altre due versioni di questo missile. Le caratteristiche tecniche sono molto simili.
- Kh-58U: versione aggiornata della serie precedente. È accreditato di una gittata compresa tra i 60-70 ed i 120 km (anche se, secondo alcune fonti, può arrivare a 300[2]). I dati tecnici relativi a peso e dimensioni dovrebbero essere gli stessi[senza fonte]. La testata, convenzionale, può essere di 150–160 kg di esplosivo.
- Kh-58A: si tratta di una versione sviluppata appositamente per l'impiego antinave. Le dimensioni differiscono leggermente (5 metri di lunghezza e 1,17 di apertura alare), ed il peso è di poco inferiore (650 kg). La testata è convenzionale, con un peso stimato di 150–200 kg.

## Il servizio
Questo missile è attualmente in servizio nell'aviazione russa ed in altri nove Paesi. Può essere montato su aerei del tipo Su-17, Su-24, Su-27 (tutte le versioni) e MiG-31BM.